# Rock Out With Your Cock Out
Rock Out With Your Cock Out е оригинална касета с четири демо песни на групата Sum 41, въпреки че това заглавие на демо албума е неофициално.

## Песни
1. Summer (Демо) 2:50
2. Another Time Around (Демо) 2:19
3. What I Believe (Демо) 2:52
4. Astronaut (Демо) 1:48